# Glasögonskarv
Glasögonskarv (Urile perspicillatus) är en utdöd fågel i familjen skarvar inom ordningen sulfåglar. Det är den största beskrivna arten av skarvar, men dess ekologi och tidigare utbredning är dåligt känd. I dag finns endast sex skinnlagda exemplar bevarade i vetenskapliga samlingar. Den första beskrivningen av vad som antas vara glasögonskarv kommer från den tyske naturforskaren Georg Wilhem Steller år 1741. Där omnämns den som stor, klumpig och välsmakande, och det är sannolikt att glasögonskarven senare utrotats genom jakt.

## Utbredning och status
Glasögonskarv är känd från Berings ö i ögruppen Kommendörsöarna öster om Kamtjakta i Berings hav men är försvunnen och sågs senast 1852. IUCN kategoriserar arten som utdöd.

### Släktestillhörighet
Glasögonskarven placerades liksom de allra flesta andra skarvar tidigare i släktet Phalacrocorax. Men efter genetiska studier som visar på att Phalacrocorax består av relativt gamla utvecklingslinjer har släktet delats upp i flera mindre släkten, varvid glasögonskarven nu tillsammans med sina nära släktingar pelagskarven, blåstrupig skarv och beringskarven förts till släktet Urile.

## Namn
Glasögonskarven kallades tidigare pallasskarv, efter Peter Simon Pallas som beskrev arten vetenskapligt 1811.